# 張好古
張 好古（ちょう こうこ、? - 1262年）は、13世紀半ばにモンゴル帝国に仕え活躍した漢人将軍の一人。冀州南宮県の出身。

## 概要
張好古は金末の混乱期に漢人世侯の一人厳実に仕えて活躍した張晋亨の息子であった。幼くして読書を好み学識は広く、勇敢にして謀にも通じる人物であったと表されている。父の張晋亨が権知東平府事の地位にあった頃、主君の厳忠済の命により宿州に駐屯している。
1258年（戊午）、行軍千戸の地位を授けられて樊城攻めに加わったが、流れ矢を受けている。その後、南宋軍と各地で戦い、クビライによる鄂州包囲にも加わっている。中統元年（1260年）、モンケ・カアンの急死によって張好古は宿州に帰還し、厳忠済の命により恩州刺史を兼ね、更に蘄県に移っている。中統3年（1262年）に李璮が叛乱を起こした際、これに呼応して攻めてきた南宋軍を蘄州で迎え撃ち、奮戦するも敵わず戦死した。この時、張晋亨は李璮の拠る済南を包囲していたが、この報を聞いて慟哭したという。張好古が戦死したことにより、家督は弟の張好義が継承することになった。